# Автобиография

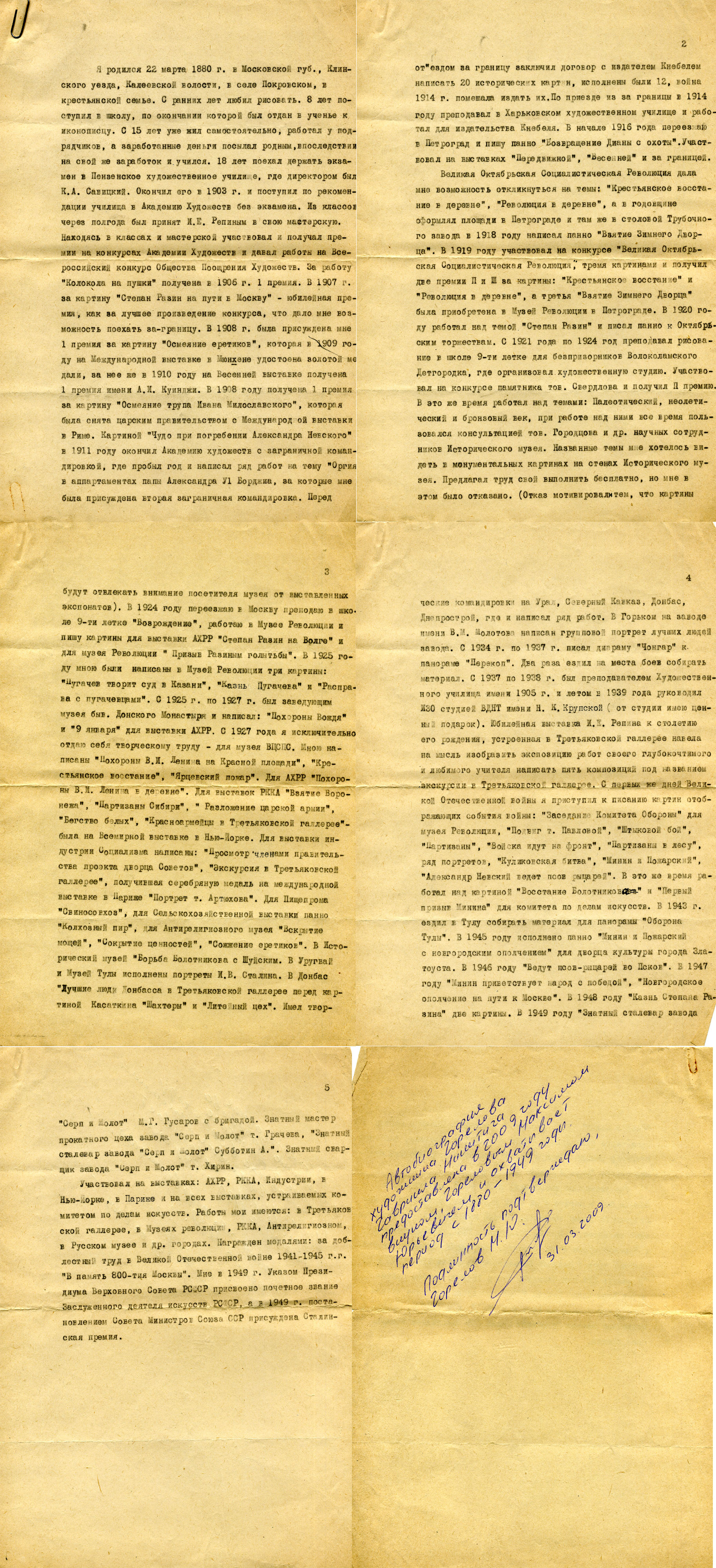
Автобиография, написанная художником Гавриилом Гореловым, 1880—1949 годы

Автобиография (от др.-греч. αὐτός — сам, лат. biographia — биография; «собственное жизнеописание») — последовательное описание человеком событий собственной жизни.

## Литературный жанр
Для автобиографии, в отличие от дневника, характерно ретроспективное, с высоты прожитых лет, стремление осмыслить свою жизнь как целое; пишущий литературную автобиографию нередко прибегает к вымыслу.
В отличие от мемуаров, автор сосредоточен на истории своей личности, а не на окружающем мире. Существуют и пограничные между автобиографией, дневником и/или мемуарами жанры.
Как литературный жанр автобиография зарождается в поздней античности, на почве зарождающегося индивидуалистического самоощущения, одновременно с понятием личности («Исповедь» Блаженного Августина — психологическое описание религиозного кризиса и обращения).
Этот жанр повторяется в нескольких произведениях XVII века, например в «Милости Божьей, сошедшей на главного грешника», написанное Баньяном в 1666 году, и позднее в форме светского философского произведения в поэтическом шедевре Уильяма Вордсворта «Прелюдия», завершённом в 1805 году.
Первой развёрнутой автобиографией на русском языке, по-видимому, является «Житие протопопа Аввакума», написанное в 1672 году.
Началом современного жанра автобиографии можно считать «Исповедь» Жан Жака Руссо с беспрецедентной откровенностью описания.
Своей «Автобиографией», опубликованной в 1793 году, Бенджамин Франклин заложил основы чисто американской традиции «истории успеха».